# Climat de la Seine-Saint-Denis
Le climat de la Seine-Saint-Denis est semblable au climat de Paris. Le département, comme toute l'Île-de-France, est soumis à climat de type océanique dégradé, l'influence océanique l'emportant sur celle continentale. De manière générale, les étés sont plutôt frais (18 °C en moyenne), et les hivers sont plutôt doux (6 °C en moyenne) avec des pluies de même importance en toute saison (en hauteur de précipitations) et des pluies plus faibles (647 millimètres) que sur les côtes.

## Description
La localisation du département au sein de l'espace très densément urbanisé de l'agglomération parisienne explique une très légère élévation de la température d'un ou deux degrés en fonction des conditions climatiques par rapport aux zones rurales d'Île-de-France, en particulier par temps calme et anticyclonique. Cet écart est particulièrement notable au lever du jour, et a tendance à s'accentuer au fil des années. La température moyenne annuelle est de 11 °C, le mois le plus le froid est janvier avec +4,7 °C ; les mois les plus chauds sont juillet et août avec +20 °C (moyenne journalière). Le nombre moyen de jours où la température dépasse 25 °C est de 43, dont 9 au-delà de 30 °C.
| Mois                                       | Janv | Fév  | Mars  | Avr   | Mai   | Juin  | Juil  | Août  | Sept  | Oct   | Nov  | Déc  | Année  |
| ------------------------------------------ | ---- | ---- | ----- | ----- | ----- | ----- | ----- | ----- | ----- | ----- | ---- | ---- | ------ |
| Températures minimales moyennes (°C)       | 0,9  | 1,3  | 2,9   | 5     | 8,3   | 11,2  | 12,9  | 12,7  | 10,6  | 7,7   | 3,8  | 1,7  | 6,6    |
| Températures moyennes (°C)                 | 4    | 4,5  | 7,3   | 9,7   | 13,7  | 16,5  | 18,9  | 18,8  | 15,5  | 11,5  | 7    | 5    | 11,9   |
| Températures maximales moyennes (°C)       | 6    | 7,6  | 10,8  | 14,4  | 18,2  | 21,5  | 24    | 23,8  | 20,9  | 16    | 10,1 | 6,8  | 15     |
| Moyennes mensuelles de précipitations (mm) | 54.3 | 46.1 | 53.5  | 46.5  | 63.3  | 57.8  | 53.6  | 51.6  | 53.8  | 55.5  | 55.8 | 55.6 | 647.3  |
| Moyennes mensuelles d'ensoleillement (h)   | 55.6 | 87.5 | 129.4 | 172.8 | 201.4 | 218.8 | 239.1 | 221.1 | 173.3 | 125.8 | 75.2 | 50.6 | 1749.5 |

## Climat de Saint-Denis
Climat océanique dégradé de type parisien.